# کپلک آبشش
کپلک آبشش (نام علمی: Dactylogyrus) نام یک سرده از تیره کپلک‌های آبشش است.